# Амадео Ортега
Амадео Ортега (ісп. Amadeo Ortega, дата народження невідома — 17 жовтня 1983) — парагвайський футболіст, що грав на позиції нападника, зокрема, за клуби «Рівер Плейт» (Асунсьйон), «Атланта» та «Атланта Аргентінос», а також національну збірну Парагваю.

## Клубна кар'єра
У футболі дебютував 1930 року виступами за команду «Рівер Плейт» (Асунсьйон), в якій провів один сезон. 
Своєю грою за цю команду привернув увагу представників тренерського штабу клубу «Атланта», до складу якого приєднався 1932 року. Відіграв за команду з Буенос-Айреса наступний сезон своєї ігрової кар'єри. Більшість часу, проведеного у складі «Атланти», був основним гравцем атакувальної ланки команди.
1934 року уклав контракт з клубом «Атланта Аргентінос», у складі якого провів наступний рік своєї кар'єри гравця. 
Завершив професійну ігрову кар'єру у клубі «Атланта», у складі якого вже виступав раніше. Прийшов до команди 1935 року, захищав її кольори до припинення виступів протягом року. 

## Виступи за збірну
1929 року дебютував в офіційних матчах у складі національної збірної Парагваю. Протягом кар'єри у національній команді, яка тривала 11 років, провів у її формі 8 матчів, забивши 3 голи.
Був присутній в заявці збірної на чемпіонаті світу 1930 року в Уругваї, але на поле не виходив.
У складі збірної був учасником Чемпіонату Південної Америки 1937, де зіграв в трьох поєдинках і Чемпіонату Південної Америки 1939, де також зіграв в трьох поєдинках.
Помер 17 жовтня 1983 року